# AirExplore
AirExplore è una compagnia aerea charter slovacca con sede e base all'aeroporto di Bratislava. La compagnia è certificata IOSA ed è membro di AIR-E, Airlines International Representation in Europe.

## Storia
Nel maggio 2010, AirExplore è stata fondata dall'agenzia di viaggi SlovExplore, attiva sul mercato dall'autunno del 2008. L'obiettivo era quello di operare voli stagionali per altre compagnie aeree in Europa attraverso il leasing di aeromobili.
Dal 2013 è stato avviato un rinnovo della flotta per sostituire gradualmente tutti i Boeing 737-400 con i nuovi Boeing 737-800 NG, processo che si è concluso poi nel 2017.
Nel 2016 Air Explore ha ottenuto la certificazione IOSA.
Nel 2019 la compagnia ha presentato delle nuove divise per i suoi dipendenti. Ha anche ottenuto la certificazione ETOPS e ora gestisce una flotta di soli Boeing 737NG.
Nel luglio 2020, AirExplore ha introdotto voli di linea tra Bratislava e Spalato, effettuando la rotta due volte a settimana durante la stagione estiva. Da allora ha operato anche voli di linea tra Košice e Zara una volta alla settimana e tra Bratislava e Stoccolma ogni due settimane durante tutto l'anno.
Il 25 agosto 2022 la compagnia aerea ha preso in consegna il suo primo aereo cargo, un Boeing 737-800, che opera per conto di RDS Cargo Group.

## Operazioni
AirExplore gestisce una flotta di aeromobili Boeing 737, la maggior parte dei quali opera in leasing ACMI a diverse compagnie aeree in tutto il mondo, principalmente per operazioni stagionali. La compagnia opera anche un volo di linea per la stagione estiva una volta alla settimana tra Košice e Zara e una volta ogni due settimane tutto l'anno tra Bratislava e Stoccolma.

## Flotta

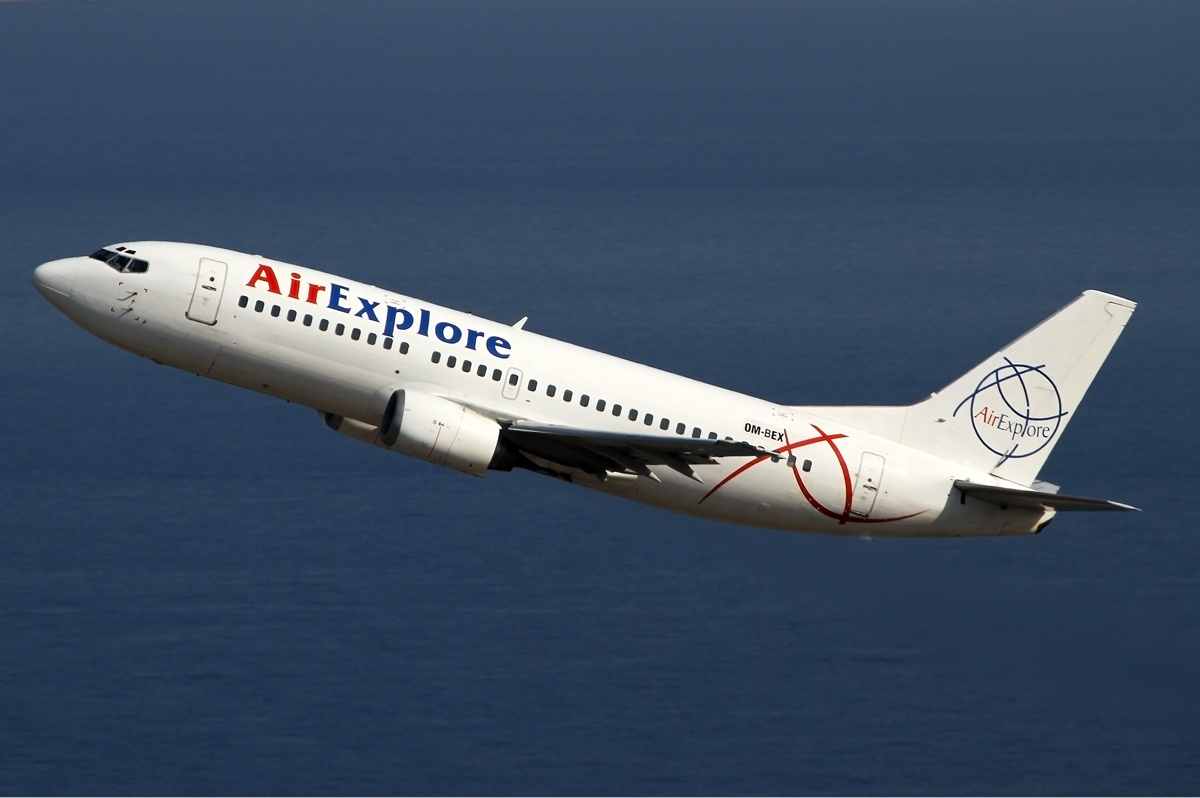
Un Boeing 737-300 nel 2011.

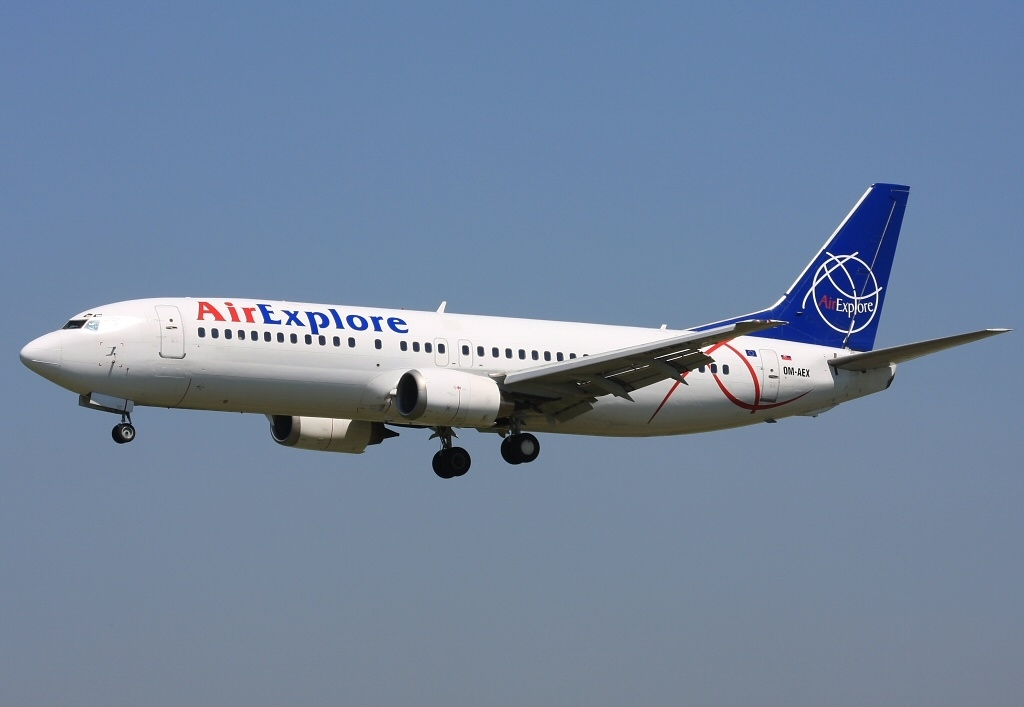
Un Boeing 737-400 nel 2010.

### Flotta attuale
A giugno 2023 la flotta di AirExplore è così composta:

### Flotta storica
AirExplore operava in precedenza con i seguenti aeromobili: